# Operacija Trio
Operacija Trio je bila prva velika vojna operacija Sila Osovine u Drugom svjetskom ratu na prostoru Nezavisne Države Hrvatske. Provedena je u dvije faze u istočnoj Bosni od 1. travnja do 13. svibnja 1942. godine. Cilj operacije bio je uništenje svih pobunjenika na prostoru između Sarajeva i rijeke Drine u istočnoj Bosni.
Operacija nije postigla potpun uspjeh zbog nekoliko čimbenika: kašnjenja talijanskih postrojbi, slabe koordinacije između njemačkih i hrvatskih zapovjednika s jedne strane te talijanskih s druge, te prikrivenih namjera i jednih i drugih. No operacijom je ipak postignuta pacifikacija ciljanog područja, pobunjenicima su naneseni teški gubitci, te je među njima došlo do nepovratne podjele na velikosrpski nastrojene četnike i komunističke partizane.
Za vrijeme SFRJ, ovu se operaciju nazivalo "Treća neprijateljska ofenziva".

## Stanje u istočnoj Bosni
Nedugo nakon rušenja Kraljevine Jugoslavije i stvaranja Nezavisne Države Hrvatske, na nekadašnjem jugoslavenskom prostoru sredinom 1941. buknuo je ustanak protiv njemačkih i talijanskih okupacijskih snaga te njima srodnih novoformiranih država i režima. Na prostoru Srbije pod njemačkom vojnom upravom ustanak su vodili komunistički orijentirani partizani predvođeni Josipom Brozom Titom, te srpski nacionalistički četnici pod vodstvom Draže Mihailovića. Krajem godine, zbog neslaganja vodstva ova dva pokreta oko državnog uređenje buduće obnovljene Jugoslavije, među njima dolazi do razdora i otvorenih sukoba. Četnici Draže Mihailovića tada započinju tajnu suradnju s vojnim postrojbama generala Milana Nedića, šefa marionetske srbijanske vlade, a preko njega neizravno i s njemačkim okupacijskim snagama, a sve radi uništenja komunističkog partizanskog pokreta. Prilikom uništenja partizanskog teritorija poznatog kao Užička Republika krajem 1941. i početkom 1942., srbijanski četnici su se otvoreno borili uz Nijemce protiv partizana.
Istodobno, u istočnoj Bosni je situacija bila drugačija. Tamo nije postojala jasna podjela pobunjenika na partizane i četnike. Iako su zapovjednici pobunjeničkih jedinica nosili partizansko tj. četničko znakovlje, većina boraca bili su Srbi kojima je jedina želja bila boriti se protiv vlasti Nezavisne Države Hrvatske, bez puno zanimanja za komunizam ili klasnu borbu koju su zagovarali komunisti. Partizanska ideja o multietničkoj borbi (koja bi uključivala i bosanske muslimane), nije nailazila na plodno tlo. Usprkos tome, uspostavljen je zajednički partizansko-četnički operativni štab za istočnu Bosnu.:str. 148.
Početkom siječnja 1942., partizanski vrhovni štab, povlačeći se pred nadirućim njemačkim snagama u Srbiji, se prebacio u istočnu Bosnu. Uz partizanske postrojbe koje su se povukle iz Srbije, na prostoru Jahorine, Foče, Vlasenice, i Srebrenice je tada djelovalo nekoliko tisuća pobunjenika. Partizani su reorganizirali svoje borce i formirali "udarne čete", "udarne bataljone", i "udarne brigade", među njima i Drugu proletersku brigadu. Partizanski vrhovni štab je tada dopustio formiranje postrojbi od boraca koji se nisu željeli nazivati partizanima. Te postrojbe dobile su naziv Dobrovoljačka vojska Jugoslavije, te iako im je službeno znakovlje bila jugoslavenska trobojnica, mnoge su nastupale pod srpskom zastavom.:str. 150. Bilo je slučajeva gdje je jedini komunist u postrojbi bio njezin zapovjednik. Do kraja ožujka 1942., jačina Dobrovoljačke vojske Jugoslavije bila je oko 7000 boraca. 
Istodobno, poticani od časnika bivše Jugoslavenske vojske, poput majora Jezdimira Dangića, koji je početkom veljače bio poslan u istočnu Bosnu izravno iz stožera Draže Mihailovića, srpski pobunjenici su provodili teror nad lokalnim muslimanskim stanovništvom.:str. 148. Promovirajući srpski nacionalizam i četničku ideologiju, Dangić je počeo formirati isključivo četničke postrojbe. Osim toga, Dangić je uspostavio veze s vladom Milana Nedića tražeći od njega oružje za borbu protiv vlasti Nezavisne Države Hrvatske. Zahvaljujući njegovom agitiranju, vojna vrijednost i odanost Dobrovoljačke vojske Jugoslavije partizanskim ciljevima bila je vrlo ograničena.:str. 151.
S druge strane, muslimansko stanovništvo istočne Bosne, izbjeglo pred srpskim terorom i nasiljima, je bježalo prema Sarajevu, stavljajući se pod zaštitu njemačkih vojnih vlasti kao i vlasti Nezavisne Države Hrvatske. Mnogi izbjeglice, visokomotivirani za osvetu, su u Sarajevu pristupali redovima hrvatskih oružanih snaga tj. Domobranstva i Ustaške vojnice. Na prijemu muslimanskih izbjeglica u ustaške redove posebno se istakao Jure Francetić, povjerenik Glavnog ustaškog stana za Bosnu.

## Planiranje operacije
Zbog pojačanih partizanskih aktivnosti, te njihovih brojnih diverzija na željezničkim prugama, Nijemci odlučuju pojačati napore za pacifikaciju NDH. Djelovanje pobunjenika prijetilo je prekidanjem velikih prometnih tokova koji su za njemačke ratne napore na istočnom bojištu bili iznimno važni.:str. 277. 2. i 3. ožujka 1942. u Opatiji je održan sastanak njemačkih, talijanskih i hrvatskih vojnih zapovjednika radi dogovaranja operacije s ciljem gušenja ustanka u Hrvatskoj.
Sastanku su prisustvovali njemački generali Paul Bader (njemački vojni upravitelj Srbije), Enno Rintelen (njemački časnik za vezu s Talijanima) i Walter Kuntze (vojni zapovjednik jugoistoka), talijanski generali Vittorio Ambrosio (načelnik glavnog stožera talijanske vojske) i  Mario Roatta (zapovjednik talijanske druge armije) i Antonio Gandin, te domobranski general Vladimir Laxa (načelnik zapovjedništva Hrvatskog domobranstva). Već na samom početku sastanka sastanka u Opatiji Laxa je prigovorio talijanskom prijedlogu korištenja bosanskohercegovačkih četnika u planiranim operacijama, te uz podršku Nijemaca, ova ideja je u začetku odbačena. Detaljno planiranje operacije Trio dovršeno je na sastanku u Ljubljani 28. i 29. ožujka 1942. godine. Laxa, Roatta, i Bader dogovorili su kompromis koji je Talijanima dopuštao privremene dogovore s hercegovačkim četnicima, ali ne i s bosanskim četničkim grupama predvođenima Dangićem. Prema dogovoru, etape operacije bile su sljedeće:
- Trio I - uništenje pobunjeničkih snaga između Han Pijeska, Višegrada, Goražda, Foče, Dobrog Polja, i Sokolca.
- Trio II -  uništenje pobunjeničkih snaga u luku Drine, oko Srebrenika, te Vlasenice.
- Trio III - uništenje pobunjeničkih snaga na planini  Ozren, te između rijeka Krivaje, Bosne, i Spreče.

Značajno otezanje u dogovoru operacije bilo je uzrokovano neslaganjima oko toga gdje započeti, tko će zapovijedati operacijom, kako se odnositi prema liniji razgraničenja između njemačke i talijanske zone utjecaja, kao i o uspostavi civilne vlasti u područjima očišćenim od pobunjenika. Konačno je donesena odluka da će meta napada biti svi pobunjenici između Sarajeva i Drine, podjednako partizani i četnici. No to su Talijani iskoristili da zatraže slobodan prijelaz linije razgraničenja i proširenje svoje zone utjecaja. Bader je na kraju pristao na nekoliko najvažnijih talijanskih zahtjeva, uključujući i vojnu kontrolu nad civilnom vlasti na području operacije, kao i to da se četnici koji ne pružaju otpor tretiraju kao ratni zarobljenici.:str. 283. No hrvatski predstavnici su bili zabrinuti zbog njemačkih i talijanskih pregovora s Dangićem, kao i mogućnošću da Nijemci dopuste Talijanima i njihovim četničkim saveznicima da koriste Sarajevo kao bazu.
Zbog toga su Slavko Kvaternik i Mladen Lorković intervenirali kod generala Kuntzea rekavši mu da Hrvatska ne može pristati na trajan ostanak talijanske vojske u Bosni, a kamoli na talijansku vojnu upravu na području operacija. General Edmund Glaise von Horstenau je rekao da bi prisutnost Talijana u Sarajevu bila krajnje nepovoljna za prestiž Nijemaca.:str. 280. I sam Bader je ocijenio da Talijane ne zanima borba nego ostvarenje političkih ciljeva.:str. 281.

## Pripreme
Operaciji je dano ime "Trio" simbolizirajući suradnju njemačkih, talijanskih, i hrvatskih snaga. General Bader je imenovan taktičkim zapovjednikom kombiniranih snaga (poznate kao Kampfgruppe Bader-Borbena grupa Bader) tijekom operacije, ali da bi se udovoljilo Talijanima, snage su formalno bile pod sveukupnim zapovjedništvom talijanske Druge armije, kojom je zapovijedao Roatta.:str. 280. Kampfgruppe Bader se sastojala od 718. pješačke divizije (jedina cjelovita njemačka divizija stacionirana u NDH u to vrijeme), talijanske 22. pješačke divizije, 1. alpske divizije, 5. brdske divizije, te 28 hrvatskih bojni. Od 18. veljače, 718. pješadijska divizija je bila odgovorna za osiguravanje područja omeđenog rijekama Savom i Bosnom na sjeveru, Drinom na istoku, i njemačko-talijanskom crtom razgraničenja na jugu.
Iako je planirani datum početka operacije bio 15. travnja, morao je biti odgođen jer su Talijani imali problema s postavljanjem svojih postrojbi na dogovorene početne položaje. Kasnije su imali problema s uspostavljanjem linije komunikacije od obale Jadrana do unutrašnjosti, zbog čega je operacija odgođena za 25. travnja.
Partizanski vrhovni štab, koji se u to vrijeme nalazio u Foči, uočio je pripreme neprijatelja za ofenzivu u istočnoj Bosni. U drugoj polovici ožujka, poslije prikupljanja Prve i Druge proleterske brigade oko Han-Pijeska, Sokolca i Rogatice, Tito je naredio da dijelovi ove dvije brigade opkole i napadnu domobranski garnizon u Rogatici. Time su partizani nastojali stvoriti slobodni teritorij u istočnoj Bosni i na sjeveru Crne Gore.

## Operacija

### Pohod na Drinu
Operacija od samog početka nije krenula po planu. Kako su domobranske postrojbe u Rogatici bile opkoljene od nadmoćnijih pobunjeničkih snaga (dva bataljona 2. proleterske brigade i jedna četa Drinskog narodnooslobodilačkog dobrovoljačkog odreda), hrvatska strana odlučila je izvesti pohod ne čekajući Nijemce. Odluku o napadu je na svoju ruku donio ustaški bojnik Jure Francetić, koji je već prošle godine od mnogobrojnih muslimanskih i katoličkih izbjeglica formirao elitnu ustašku postrojbu, Crnu legiju. Za potrebe pohoda je zapovjednik Ustaške nadzorne službe Eugen Dido Kvaternik samoinicijativno opskrbio Francetićevu postrojbu odorama, streljivom, te s tri stotine strojnica. Legija je opremljena i s jednim vodom brdskog topništva.:str. 285.
29. ožujka, Francetić je legiju premjestio u Mokro, dvadeset kilometara istočno od Sarajeva. O pokretima je obavijestio zapovjednika njemačke 718. divizije, generala Johanna Fortnera, koji mu je zabranio daljnje napredovanje. Ignorirajući Fortnerove zapovjedi, u noći s 31. ožujka na 1. travnja, Francetić je započeo napad na četničke položaje kod Han Pijeska. Nakon brzog marša u pravcu Romanije i Glasinačkog polja, dio Crne legije je iz Sokolca krenuo na sjever i zauzeo Vlasenicu, sjedište Dangićevih četnika. Nanijevši velike gubitke četnicima, Francetić je 8. travnja zauzeo Drinjaču a 9. travnja Bratunac i Srebrenicu, te 10. travnja izbio na Drinu.:str. 285. Time je odmah izvršio ono što je bilo planirano za izvođenje tek u drugom dijelu operacije. Partizani su ustašama pružili samo ograničen otpor, jer je Crna legija u izravnim sukobima nanijela znatne gubitke Vlaseničkom i Srebreničkom narodnooslobodilačkom odredu. Francetić je s obale Drine poglavniku Anti Paveliću u Zagreb uputio čuturicu vode iz Drine te sljedeći brzojav:
:str. 303.
Uspjeh operacije Francetiću je tih dana donio promaknuće u čin potpukovnika. S druge strane, srpsko civilno stanovništvo u osvojenim krajevima, bojeći se osvete svojih dojučerašnjih muslimanskih susjeda, započelo je masovan bijeg preko Drine u Srbiju. Među mnogima koji su prešli rijeku ubrzo se proširila glad i tifus. Na njemačke optužbe o ustaškim zločinima nad Srbima, Francetić je odgovorio da zločine vrše "pripadnici Hadžiefendićeve milicije".:str. 322. Prilikom ulaska Crne legije u Goražde, lokalni muslimani, koji su preživjeli teror četnika, tražili su od ustaša odmazdu nad srpskim stanovništvom, no Francetić je to spriječio, rekavši:"Po naređenju Poglavnika Nezavisne Države Hrvatske dr. Ante Pavelića nema klanja Srba! Poglavnik je zabranio klanje. Ni jednom Srbinu ne smije pasti glava, niti mu se smije išta dogoditi. Tako je Poglavnik naredio!"
Do 20. travnja, ustaške su snage čvrsto zaposjele prostor od Zvornika do Višegrada.:str. 310. Francetić je imao na raspolaganju 2200 boraca okupljenih u pet ustaških bojni. Po jednu bojnu je postavio u Vlasenicu, Srebrenicu, i Bratunac, a kao rezervu za daljnje operacije je držao jednu pješačku ustašku bojnu i jednu bojnu Željezničke ustaške vojnice.:str. 322.

### Raskol u pobunjeničkim redovima
Istodobno s početkom ustaškog pohoda, netrpeljivosti između propartizanskih i pročetničkih pristaša u Dobrovoljačkoj vojsci Jugoslavije dosežu vrhunac. Na Ozrenu izbija prvi sukob kada je partizanski zapovjednik Vukmanović ubio četničkog pristašu Bogdana Jovičića. 18. travnja pročetnička struja u Ozrenskom odredu predvođena Cvijetinom Todićem prevladava te su Vukmanović i dotadašnji zapovjednik Ozrenskog odreda Todor Vujasinović bili prisiljeni pobjeći s nekoliko odanih boraca.:str. 315. Do kraja travnja uslijedili su još neki sukobi. Partizanski politički komesari u gotovo svim dobrovoljačkim odredima bili su ubijeni.:str. 151. Zbog svega toga, partizani počinju s otvorenim sukobima s četnicima, izbjegavajući borbe s ustašama. Igrom slučaja, partizani su napali četničke položaje kod Vlasenice u isto vrijeme kad i ustaše, zbog čega su se četnici našli uhvaćeni između dvije vatre.:str. 267.
Dangić je u međuvremenu 30. ožujka otputovao u Beograd te ondje boravio do 2. travnja. Od Milana Nedića Dangić je dobio oružje i opremu za planirani veliki srpski ustanak protiv NDH. Doprema ratnog materijala njegovim četnicima obavljana je pod maskom tzv. "pomoći za izbjeglice".:str. 322. Također je održao nekoliko sastanaka s četničkim zapovjednicima u Srbiji, nastojeći pripremiti teren za buduće pripajanje istočne Bosne Srbiji kao dijela stvaranja Velike Srbije. Na povratku u Bosnu, Dangića su 12. travnja zarobili pripadnici njemačke 741. pješačke pukovnije pod zapovjedništvom potporučnika Rahna.:str. 267. Dangić je odmah prebačen u Beograd a 23. travnja zajedno s još 128 časnika bivše Jugoslavenske vojske poslan u zarobljenički logor u Poljskoj.:str. 352.

### Njemačko napredovanje
19. travnja u Sarajevu je održan sastanak njemačkih i hrvatskih predstavnika na kojem su bili prisutni general Edmund Glaise von Horstenau, general Paul Bader, i general Johann Fortner s njemačke strane, te ministar Mladen Lorković, Eugen Dido Kvaternik, domobranski general Ivan Prpić, i Jure Francetić s hrvatske strane. Njemački zapovjednik jugoistoka, general Walter Kuntze, je već ranije naredio Baderu da iskoristi Francetićev prodor prema Drini radi smirivanja područja.:str. 285. Odlučeno je da se ojača Francetićeve postrojbe koje bi zadržale kontrolu nad hrvatsko-srpskom granicom, dok bi njemačke i domobranske postrojbe iz Sarajeva deblokirale Rogaticu. Hrvatski predstavnici su obećali ublažavanje politike prema Srbima što bi doprinijelo smirivanju situacije. Također je odlučeno da se nastoji onemogućiti dolazak Talijana u istočnu Bosnu a njima predloži temeljito čišćenje njihove okupacijske zone te sprječavanje povlačenje pobunjenika u talijansku zonu. Eventualno bi ih se zatražilo čišćenje prostora južno od Sarajeva. Nakon deblokiranja Rogatice operativni stožer Borbene grupe Bader bio bi rasformiran.:str. 352.
Njemačke i domobranske snage krenule su 22. travnja iz Han Pijeska prema Vlasenici, odbacivši partizane i deblokiravši Rogaticu. Istodobno su time spriječili Talijane da istočnu Bosnu uključe u svoj okupacijski pojas. Partizani su se povukli prema Zelengori.:str. 285. Nakon Rogatice, njemačke snage ušle su i u Praču i Goražde. Do 27. travnja Nijemci su potpuno očistili prostor Drine od partizana.

### Nastupanje Talijana
21. travnja Bader je imao sastanak s Roattom u Mostaru. Na sastanku je Bader rekao Roatti da je zajednička njemačko-talijanska operacija sada suvišna, s obzirom na do sada postignute njemačko-hrvatske ishode. Roatta se s time u načelu složio, ali je rekao da bi započeti pokreti talijanskih postrojbi trebali biti dovršeni, jer je "moguće da će se na ljeto situacija pogrošati".:str. 340.
Talijanski zapovjednik se zapravo s razlogom bojao da preuranjena njemačko-hrvatska operacija služi sprječavanju talijanskog ulaska u istočnu Bosnu, što bi zaustavilo širenje njihovog utjecaja. Talijanska 5. divizija "Pusteria" je zato 23. travnja zarobila Čajniče i stigla u okolicu Goražda. Zbog partizanskog otpora u sukobima s 22. talijanskom divizijom, Talijani nisu bili u stanju pokrenuti svoje snage prije dogovorenog vremena, te su partizani iskoristili priliku da se povuku južnije, u talijansku zonu utjecaja.:str. 279.
Nakon talijanskih pritužbi, Bader je 5. svibnja predao zapovijedanje operacijom Roatti.:str. 284. No do tada je već bilo prekasno da Talijani išta postignu. Zbog uspješnih akcija hercegovačkih partizana talijanske snage nisu na vrijeme zauzele dogovorena područja što je omogućilo partizanima povlačenje južno od linije Kalinovik-Foča.

## Rezultati i posljedice operacije
Kako je službeno operacija bila prekinuta 25. travnja odmah zatim slijedila je improvizirana njemačko-talijansko-hrvatska Operacija Foča u istočnoj Bosni i talijansko-četnička protupartizanska ofenziva u Crnoj Gori i istočnoj Hercegovini. Rezultat "Operacije Trio" bio je uništenje istočnobosanskih četnika i protjerivanje partizana s prostora istočne Bosne te uspostava kontrole ustaških vlasti nad istočnom granicom NDH ali i masovan bijeg srpskog stanovništva istočne Bosne u Srbiju.
Istraga u šestorima istočnobosanskim kotarima osobito jako zahvaćenih nemirima 1941. i 1942., utvrdila je prema Kascheu ovaj broj poginulih. 2.400 katoličkih Hrvata, 13.400 islamskih Hrvata i 19.300 pravoslavnih.
Zbog uspjeha operacije Jure Francetić je bio odlikovan Redom Željeznog trolista III. stupnja s hrastovim grančicama.:str 310. Nedugo nakon operacije, vlasti NDH su o njoj dale snimiti dokumentarni film Straža na Drini. Film je nagrađen na filmskom festivalu u Veneciji iste godine.
Tijekom operacije, Dobrovoljačka vojska Jugoslavije, kao formacija je prestala postojati. Ustanici su bili nepovratno podijeljeni na četnike i partizane. Do svibnja 1942., preostali četnici u istočnoj Bosni potpisali su sporazume o primirju i suradnji s vlastima NDH, iako će ti povremeno biti kršeni.
U poslijeratnoj historiografiji komunističke Jugoslavije uz Operaciju Trio će se vezivati i Operacija Foča i talijansko-četničke akcije protiv partizana u Hercegovini te su one uz Operaciju Trio smatrane zajedničkom ofenzivom koja je nazivana "trećom neprijateljskom ofenzivom". No tu se zapravo radilo o tri odvojene operacije tj. tri odvojene ofenzive.